# ایستگاه راه‌آهن لیوبلیانا
ایستگاه راه‌آهن لیوبلیانا (اسلوونیایی: Železniška postaja Ljubljana) یک ایستگاه راه‌آهن در شهر لیوبلیانا، اسلوونی است.
این ایستگاه که در سال ۱۸۴۹ تأسیس شده به راه‌آهن سراسری کشور اسلوونی متصل است.

## نگارخانه

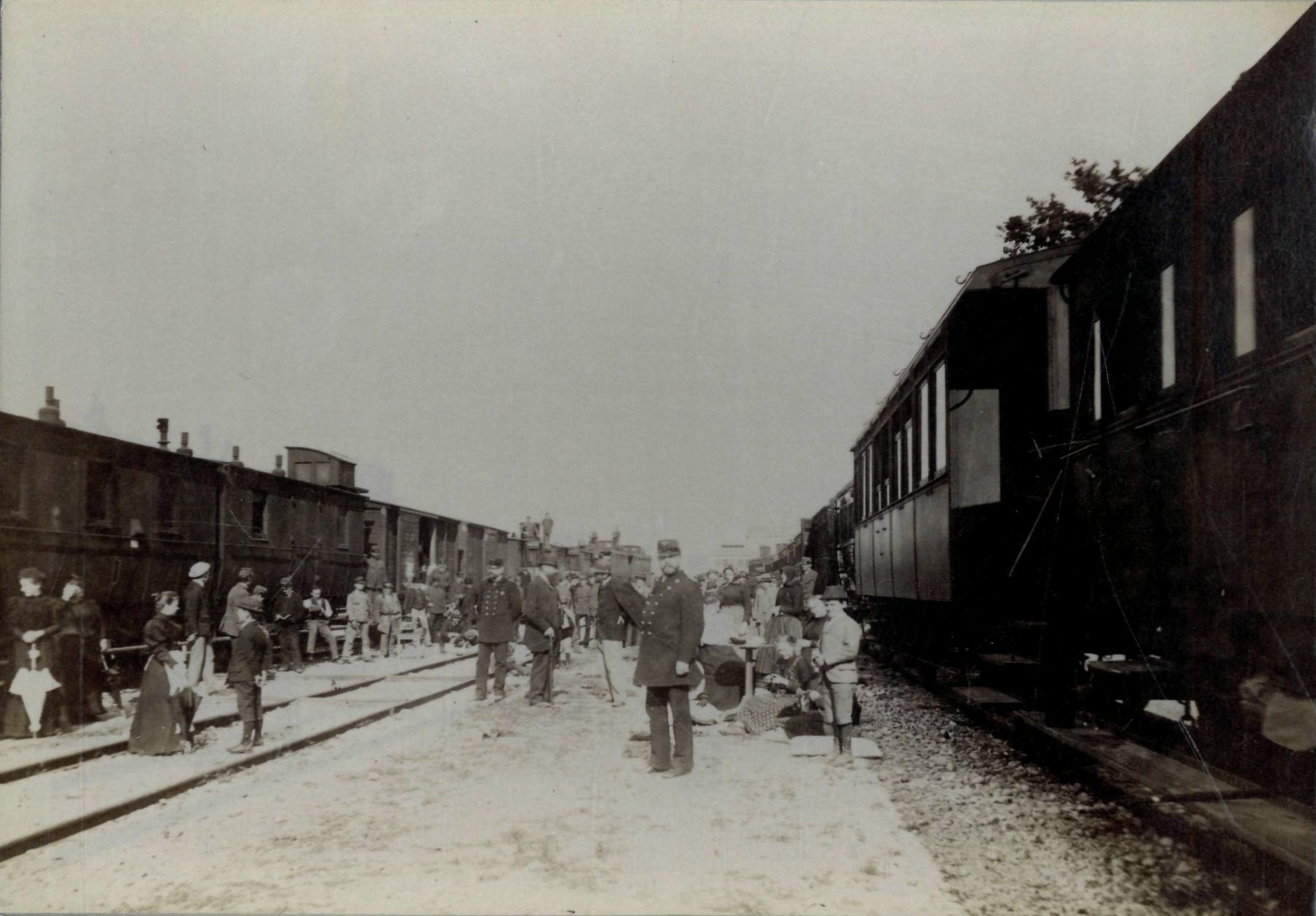
۱۸۹۵
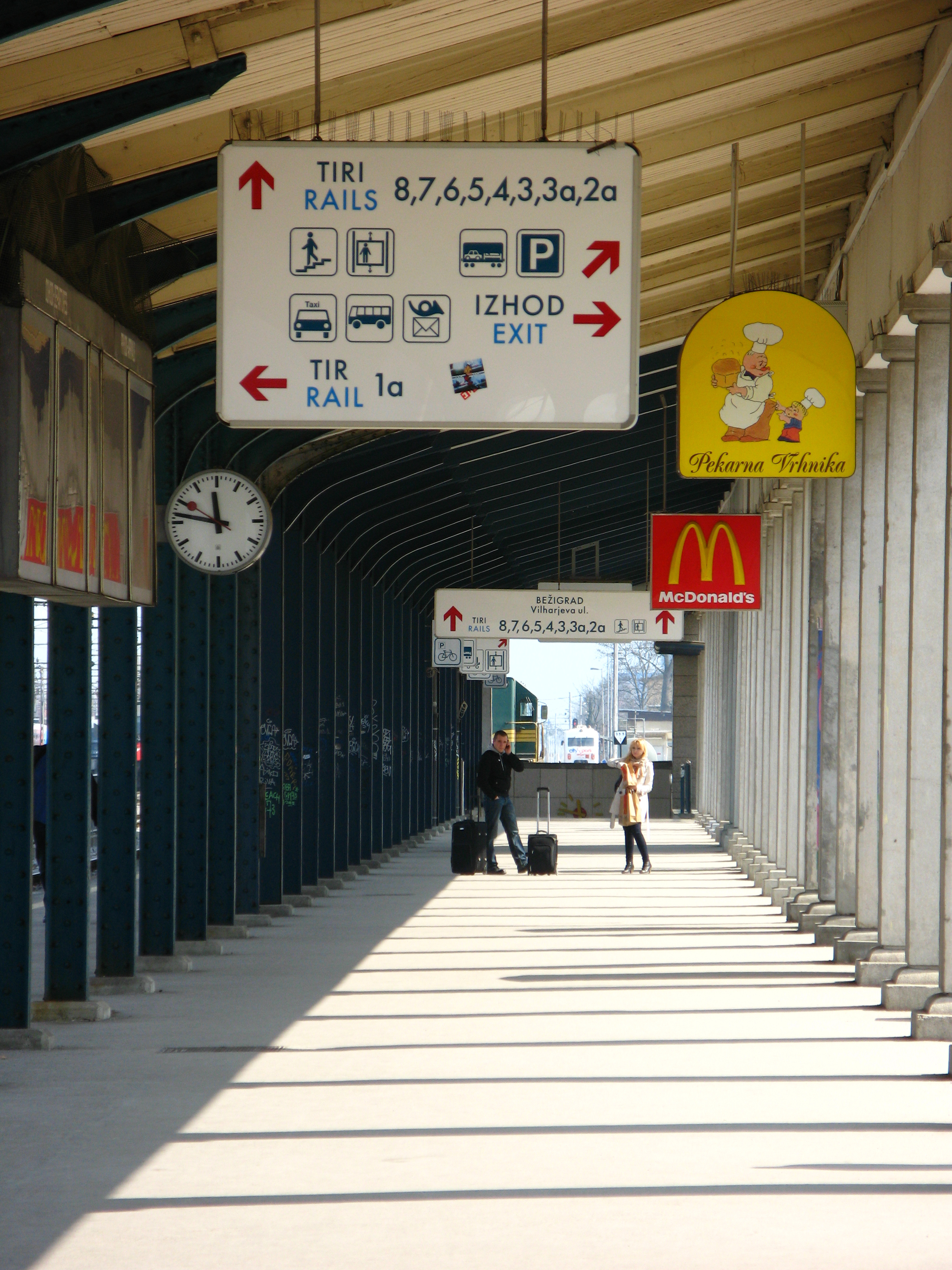
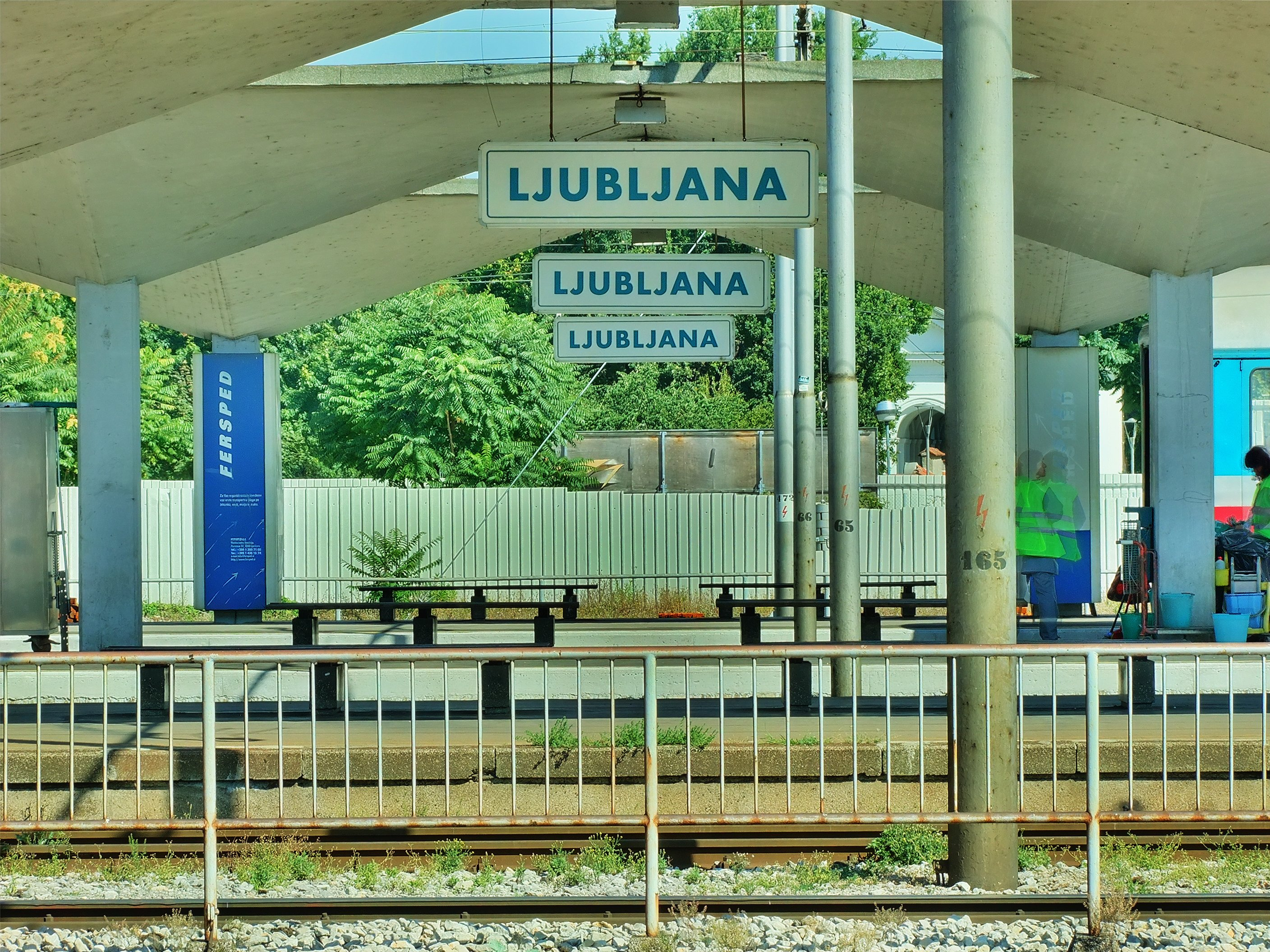
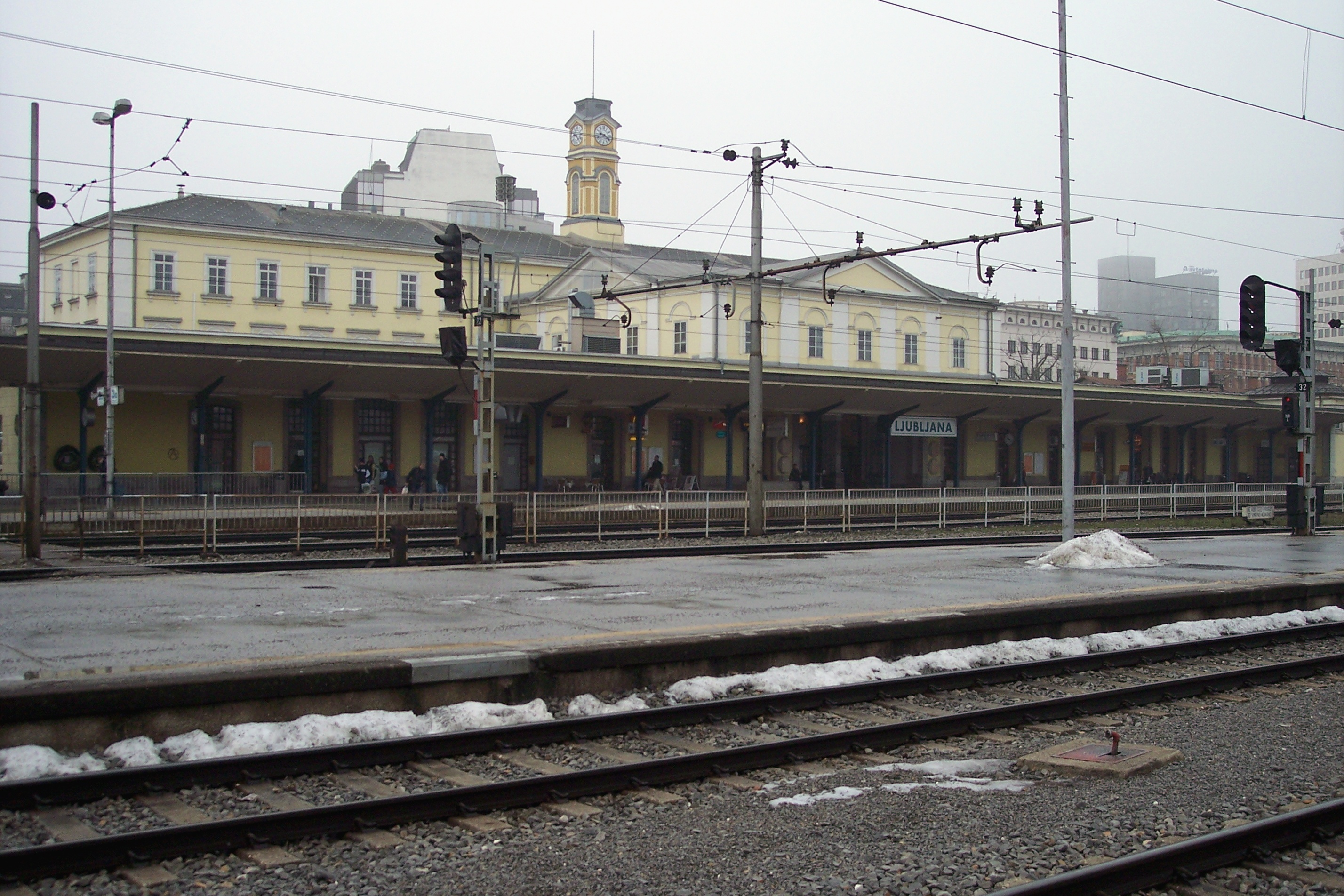
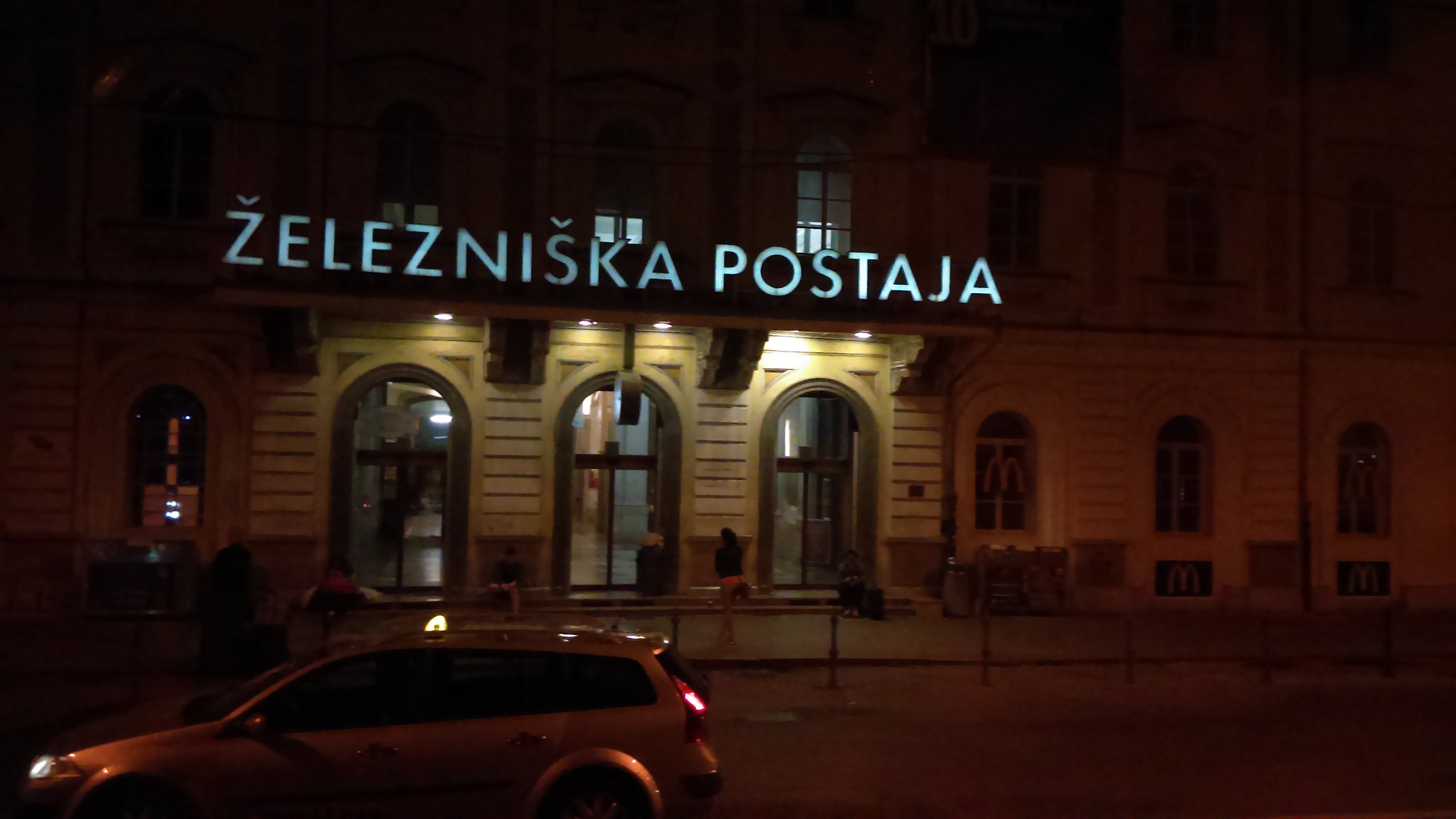